# Armin Bernhard
Armin Bernhard (* 5. Februar 1954) ist ein ehemaliger deutscher Automobilrennfahrer.

## Karriere
Bernhard begann seine Karriere 1986 im Deutschen Renault-5-Cup, in dem er in der Debütsaison Siebenter der Gesamtwertung wurde. 1987 blieb er dieser Serie treu und verbesserte sich auf Platz vier im Gesamtklassement. In seinem dritten Jahr in dieser Serie, 1988, wurde Bernhard Meister. 1989 wechselte er in die DTM, der er bis 1994 treu blieb. Er fuhr durchgehend in einem privat eingesetzten Mercedes-Benz 190 E und konnte in dieser Zeit insgesamt 9 Punkte erzielen. 1995 wechselte er in den Deutschen Tourenwagen-Cup, in dem er auf Gesamtrang 34 landete.

## Statistik

### Karrierestationen
- 1986: Renault 5 Cup Deutschland (Platz 7)
- 1987: Renault 5 Cup Deutschland (Platz 4)
- 1988: Renault 5 Cup Deutschland (Meister)
- 1989: Deutsche Tourenwagen-Meisterschaft (Platz 42)
- 1990: Deutsche Tourenwagen-Meisterschaft (Platz 29)
- 1991: Deutsche Tourenwagen-Meisterschaft (Platz 26)
- 1992: Deutsche Tourenwagen-Meisterschaft (Platz 21)
- 1993: Deutsche Tourenwagen-Meisterschaft
- 1994: Deutsche Tourenwagen-Meisterschaft
- 1995: Deutscher Tourenwagen Cup (Platz 34)